# Rourea pubescens
Rourea pubescens là một loài thực vật có hoa trong họ Connaraceae. Loài này được (DC.) Radlk. miêu tả khoa học đầu tiên năm 1886.